# Boston Society of Film Critics Award – Spezialpreise
Die Gewinner der Boston Society of Film Critics Award – Spezialpreise.
1984
- Spezielle Erwähnung – George Mansour für die Rettung der Filmgesellschaft Repo Man

1985
- Spezielle Erwähnung – Orson Welles Cinema, Cambridge. für die Veröffentlichung von kritischen Filmen und die Etablierung des Gay and Lesbian Film Festivals

1988
- Spezialpreis an die unabhängige Filmemacherin Liane Brandon
- Special Award: Richard Williams, Animation Director von Falsches Spiel mit Roger Rabbit

1989
- Spezialpreis an das Brattle Theater, anlässlich seines 100-jährigen Bestehens
- Spezialpreis an das The Coolidge Corner Theater Foundation and Friends in Support of the Somerville Theater für die Wiederaufbereitung von Filmklassikern

1992
- Spezialpreis an Frank Avruch, Moderator der TV-Sendung The Great Entertainment
- Spezialpreis an David Kleiler für die Aufbereitung von Filmklassikern